# Бойник (животно)
Вижте пояснителната страница за други значения на Бойник.
Бойникът (Calidris pugnax) е вид птица от семейство Бекасови, единствен от род Бойници. Среща се и в България. Видът е незастрашен от изчезване.

## Физически характеристики
Бойникът има малка глава, средно голяма човка и издължена шия. Мъжките птици са по-големи от женските. Имат дълги, обикновено жълтеникави крака. Достигат дължина 29 – 32 cm, а размахът на крилете им е 54 – 60 cm. В размножителния период имат отличително оперение – черни, кестеняви или бели „яки“, едноцветни или с неравномерна окраска. Гърбът им е сиво-кафяв, гърдите – черни, коремът и оперената горна част на краката са бели.
Женските птици са дълги 22 – 26 cm с размах на крилете 46 – 49 cm, Те са сиво-кафяви отгоре и бели отдолу. Сами свиват гнезда и сами отглеждат малките си. През зимата и двата пола са по-бледо сиви отгоре и бели отдолу и могат да бъдат разграничени само по големината.